# Каикоура
Каикоура, Кайкаура, Кайкура (маори Kaikoura, [kaɪˈkɔrə]) — город на восточном побережье Южного острова Новой Зеландии. Он расположен в 180 км к северу от Крайстчерча по Государственному шоссе 1.
Город Каикоура первым из тауншипов получил сертификат экологического туризма «Зелёный глобус».
По данным переписи 2006 года, постоянное население города составляло 2172 человека, что на 3,3 % больше, чем в 2001 году. Город является административным центром округа Каикоура региона Кентербери. Округ занимает площадь в 2046,41 км² и по данным переписи 2006 года в нём проживал 3621 человек.

## География
Полуостров Каикоура выступает в море к югу от города. Вблизи города находится глубоководная океаническая впадина Хикуранги, проходящая у самого берега, создающая благоприятную среду для размножения планктона. Планктон выносится на поверхность восходящими океаническими течениями, что является одной из причин местного изобилия морских обитателей. Город обязан своим происхождением этому эффекту, так как он развивался как центр китобойного промысла. В переводе с языка маори «Каикоура» означает «еда из лангустов» («kai» — еда/пища, «koura» — лангуст), и это название отражает значение моря в жизни региона. Добыча морепродуктов играет важную роль в экономике города. Каикоура стала популярной среди туристов, в основном в связи с тем, что здесь можно наблюдать китов и поплавать с дельфинами. Кроме того, на восточной окраине города расположена большая колония новозеландских морских котиков. Лучше всего наблюдать за ними во время отлива, когда обнажаются прибрежные скалы и к колонии можно подойти поближе.
Каикоура считается одним из лучших мест, где в естественной среде обитания можно увидеть таких морских птиц, как альбатросы и буревестники, в том числе редкого буревестника Хаттона, который гнездится высоко в горах над Каикоурой. Обществом береговой охраны (англ. Kaikoura Coastal Marine Guardians) был разработан стратегический план по сохранению и развитию прибрежной полосы Каикоуры.
Каикоура расположена в живописном месте. Горный хребет Каикоура, являющийся частью Южных Альп, подходит здесь к побережью океана. Соответственно, здесь открыто множество пеших прогулочных маршрутов. Большой популярностью среди туристов пользуется маршрут, который поднимается на гору Файф, с вершины которой открывается панорамный вид на полуостров Каикоура.
Гора Файф получила своё название по фамилии семьи Файф (англ. Fyffe) — первых европейских поселенцев в Каикоуре. Коттедж, в котором они жили, построенный в 1842 году, всё ещё находится на своём месте и привлекает туристов. Коттедж необычен и тем, что при его строительстве для фундамента был использован китовый ус.

## Средства массовой информации

### Телевидение
В Каикоуре принимается сигнал трёх бесплатных аналоговых телевизионных каналов: TV One, TV2 и TV3. Бесплатные каналы цифрового вещания доступны у провайдера Freeview, который предоставляет доступ к каналам TVNZ, MediaWorks, Māori Television и некоторым местным телевизионным каналам. В Новой Зеландии платный оператор SKY TV предоставляет доступ к цифровому вещанию и множеству каналов, в том числе транслируемым бесплатно. Таким образом, в Каикоуре телевизионные каналы TVNZ 6 и TVNZ 7 доступны у провайдера SKY TV, а Prime Television — у Freeview.

### Газеты
Основными газетами, распространяемыми в Каикоуре, являются: еженедельник Kaikoura Star, выходящий по средам; ежедневник The Marlborough Express, выходящий утром по будням. Кроме того, в Каикоуре можно купить ежедневник из Крайстчерча, The Press, выходящий с понедельника по субботу. Все газеты выпускаются издательством Fairfax New Zealand.

### Радио
Местные передачи транслируются в Каикоуре на трёх FM-радиостанциях: More FM Marlborough (бывшая Sounds FM), транслируемой из Бленема днём и из Окленда ночью; местной радиостанции Blue FM и Tahu FM, транслируемой из Крайстчерча. Кроме того, в Каикоуре принимается сигнал станций: The Breeze (Веллингтон AM/FM), Radio New Zealand National (Веллингтон AM/FM), ZM (Веллингтон и Крайсчерч FM), Radio Hauraki (Крайстчерч).

## Климат
| Показатель                    | Янв. | Фев. | Март | Апр. | Май  | Июнь | Июль | Авг. | Сен. | Окт. | Нояб. | Дек. | Год  |
| ----------------------------- | ---- | ---- | ---- | ---- | ---- | ---- | ---- | ---- | ---- | ---- | ----- | ---- | ---- |
| Средний суточный максимум, °C | 20,6 | 20   | 18,8 | 16,6 | 14,1 | 11,6 | 10,9 | 11,5 | 13,6 | 15,3 | 16,9  | 19,1 | 15,7 |
| Средний суточный минимум, °C  | 12,8 | 12,8 | 11,9 | 9,9  | 7,7  | 5,8  | 5,1  | 5,6  | 6,7  | 8,2  | 9,8   | 11,7 | 9    |
| Норма осадков, мм             | 47   | 59   | 92   | 81   | 71   | 75   | 80   | 78   | 70   | 74   | 60    | 54   | 844  |
| Источник: Niw5A Climate Data  |      |      |      |      |      |      |      |      |      |      |       |      |      |

## Транспорт
Город расположен на государственном шоссе 1. Через Каикоуру проходит северный участок главной железнодорожной магистрали Южного острова. В шести километрах к югу от центра города есть небольшой аэродром. В основном он используется для экскурсионных полётов по наблюдению за китами Wings over Whales Архивная копия от 31 марта 2022 на Wayback Machine и местным аэроклубом Air Kaikoura Архивная копия от 7 февраля 2013 на Wayback Machine. Аэродром может использоваться небольшими частными самолётами. Дважды в неделю на обратном пути в Веллингтон здесь садятся самолёты компании Sounds Air Архивная копия от 31 августа 2013 на Wayback Machine.

### Железные дороги
Через Каикоуру проходит Главная северная линия, северная секция главной железнодорожной магистрали Южного острова. В связи с тем, что к северу и к югу от посёлка местность является гористой, железная дорога была открыта здесь 15 декабря 1945 года, на 18 лет позже намеченного срока.
В Каикоуре останавливается пассажирский поезд TranzCoastal, на котором можно доехать до Крайстчерча на юге и Пиктона на севере. Там же ходит паром через пролив Кука. Станция Каикоура была последней станцией с буфетом в Новой Зеландии, который был закрыт в 1988 году после того, как в поезде Coastal Pacific (бывшее название TranzCoastal) стали предлагать напитки и закуски для пассажиров.
Через город проходят грузовые поезда, в основном перевозящие грузы между сортировочной станцией Миддлтон в Крайстчерче и железнодорожными паромами Interislander в Пиктоне.

## Развлечения и отдых
На улице Esplanade расположен кинотеатр Mayfair (открытый в 1935 году), в котором действует кинопроектор с дуговой лампой.

## Мэр
Действующим мэром города является Крейг Макл (англ. Craig Mackle), избранный в 2019 году.

## Галерея
- Вид из города на хребет Сиуорд Каикоура
- Хвост кашалота, наблюдаемый во время экскурсионной прогулки на борту катера
- Тюлени на пляже в Каикоуре
- Колония тюленей на полуострове Каикоура
- Лестница в доме семьи Файф
- Вид из города на хребет Сиуорд Каикоура
- Вид из города на пляж и хребет Сиуорд Каикоура